# جایی در جهنم به تو خواهم داد
جایی در جهنم به تو خواهم داد (آلمانی: Radhapura - Endstation der Verdammten؛ ‏ایتالیایی: Ti darò un posto all'inferno) یک فیلم ماجراجویی ایتالیایی-آلمانی به کارگردانی پائولو بیانکینی است که در سال ۱۹۶۷ منتشر شد.

## گزیدهٔ بازیگران
- فمی بنوسی
- جرج نِـیدِر
- گوردون میچل
- ریک باتالیا
- کارل مونر